# Gormond a Isembart
Gormond a Isembart (Gormond et Isembart) je francouzský středověký hrdinský epos, jeden z tzv. chansons de geste, patřící do Karolínského (královského) cyklu. Pochází z počátku 12. století a podle některých historiků může být dokonce starší než Píseň o Rolandovi. Z písně se dochoval jen tzv. bruselský zlomek (dva pergamenové listy vzniklé kolem roku 1130) se 666 asonovanými verši v anglonormandštině, její obsah však byl zrekonstruován podle následujících prozaických zpracování. Samotný zlomek obsahuje závěrečné scény z rozhodující bitvy mezi Saracény a franským vojskem.
Epos je založen na pověsti dochované v kronice opatství Saitn-Vaast dokončené roku 1088. Historická událost, která je v pozadí písně, je však nájezd Normanů z Anglie do severní Francie v letech 880–881, nad kterými zvítězil král Ludvík III. (v písni je však o Ludvíka I.).

## Obsah písně
Rytíř Isembard, po matce synovec krále Ludvíka, se stane obětí intrik a zažije mnohá bezpráví. Jeho bratr je zavražděn a jeho sestru král donutí, aby se stala ženou vraha. Když mu dá král vybrat mezi popravou a vyhnanstvím, Isembard nalezne útočiště u saracénského král Gormonda. Odvrhne křesťanství a stane se muslimem. Zradí tak svého pána i víru otců. S Gormondovým vojskem vtrhne do hrabství Ponthieu v dolní Pikardii, do svého dědictví po otci. Vyplení kraj a zapálí klášter v Saint-Riquier. Nakonec padne společně s Gormondem ve veliké bitvě a je pochován jako odpadlík v nesvěcené půdě. Ze sedla jej vyhodí vlastní otec, který jej před bitvou prosil, aby se vrátil k Bohu a šetřil rodnou zemi.
Postavy Isembarta, Ludvíka i Gormonda nejsou v eposu schematické. Saracénský král Gormond je pravý epický hrdina, kterému je Ludvík důstojným soupeřem. Samotný Ludvík je sice krutý a vůči Isembartovi nespravedlivý, ale jako pravý král dokáže ochránit svou zemi a v Gormondovi ctí rytířského odpůrce. Isembart sice zapřel Krista, ale v úzkostech volá Pannu Marii. Stane se sice odpůrcem Franků, ale v nitru duše ctí krále Ludvíka, který tak dobře hájí svou vlast. V posledních okamžicích svého života, proklínán jako zrádce svými rodáky, se stane zase křesťanem.